# Поль Баокен
Поль Баокен (фр. Paul Bahoken, нар. 7 липня 1955, Дуала) — камерунський футболіст, що грав на позиції нападника.
Виступав, зокрема, за клуб «Канн», а також збірну Камеруну.

## Клубна кар'єра
Розпочав грати у футбол на батьківщині у клубі «Тоннер», в якому провів два сезони.
1977 року Баокен переїхав до Франції, де спочатку провів сезон у резервній команді «Реймса», виступаючи у регіональній лізі, після чого виступав у другому французькому дивізіоні за «Труа», «Канн» «Валансьєнн» та «Олімпік» (Алес).
Завершив ігрову кар'єру у аматорській французькій команді «Стад Рафаель», за яку виступав протягом 1985—1986 років.

## Виступи за збірні
У складі національної збірної Камеруну був учасником чемпіонату світу 1982 року в Іспанії, де зіграв один матч. Він вийшов на заміну 73-й хвилині матчу проти Перу, замінивши Жака Н'Геа.
За два роки Баокен поїхав з командою на Олімпійські ігри 1984 року у Лос-Анджелесі, на яких провів 2 матчі і забив 1 гол у ворота Іраку (1:0), але африканці вийти з групи не змогли.

## Особисте життя
Син Поля, Стефан Баокен, також став футболістом і виступав за збірну Камеруну.